# Étalle (Ardennes)
Étalle ist eine französische Gemeinde mit 96 Einwohnern (Stand: 1. Januar 2022) im Département Ardennes in der Region Grand Est (bis 2015 Champagne-Ardenne). Sie gehört zum Arrondissement Charleville-Mézières, zum Kanton Rocroi und zum Gemeindeverband Ardennes Thiérache.

## Geografie
Die Gemeinde liegt im 2011 gegründeten Regionalen Naturpark Ardennen. Umgeben wird Étalle von den Nachbargemeinden Maubert-Fontaine im Nordwesten, Sévigny-la-Forêt im Nordosten, Chilly im Osten, Blombay im Süden sowie von der im Kanton Signy-l’Abbaye gelegenen Gemeinde Marby im Südwesten.

## Geschichte
Das Dorf wurde zu Beginn des 13. Jahrhunderts durch das Domkapitel der Kathedrale von Reims gegründet.

## Bevölkerungsentwicklung
| Jahr                      | 1962 | 1968 | 1975 | 1982 | 1990 | 1999 | 2006 | 2015 |
| Einwohner                 | 123  | 115  | 105  | 89   | 81   | 71   | 86   | 101  |
| Quelle: Cassini und INSEE |      |      |      |      |      |      |      |      |

## Sehenswürdigkeiten

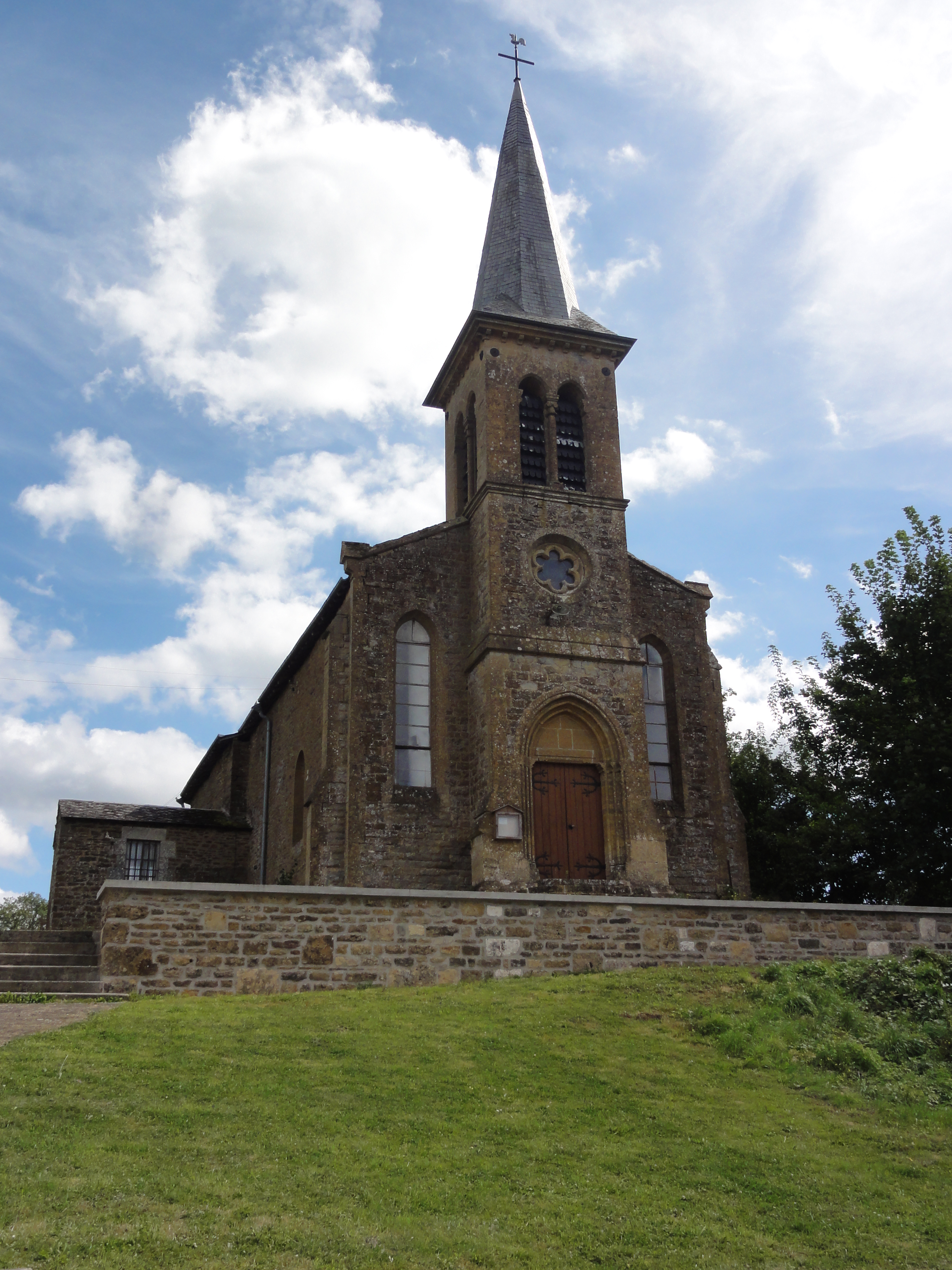
Kirche Saint-Martin

- Kirche Saint-Martin